# Vivekananda Yuba Bharati Krirangan
El Yuva Bharati Krirangan, oficialmente Estadio de la Juventud India (en bengalí: যুবভারতী ক্রীড়াঙ্গন), es un estadio multiusos ubicado en la ciudad de Calcuta, Bengala Occidental, India. El recinto construido en 1984 llegó a ser el estadio más grande de la India y el segundo estadio más grande del mundo, con capacidad para 120 000 personas. En 2013 tras una gran remodelación con miras a ser un estadio más cómodo se instalaron butacas individuales en la totalidad del estadio, lo que redujo la capacidad a 68 000 asientos.
Muchos de los partidos de la Selección nacional de fútbol de la India se disputan en este estadio. También juegan de local allí los clubes East Bengal y Mohun Bagan de la I-League y el Atlético de Kolkata de la Indian Super League. También se celebran en él pruebas de atletismo.

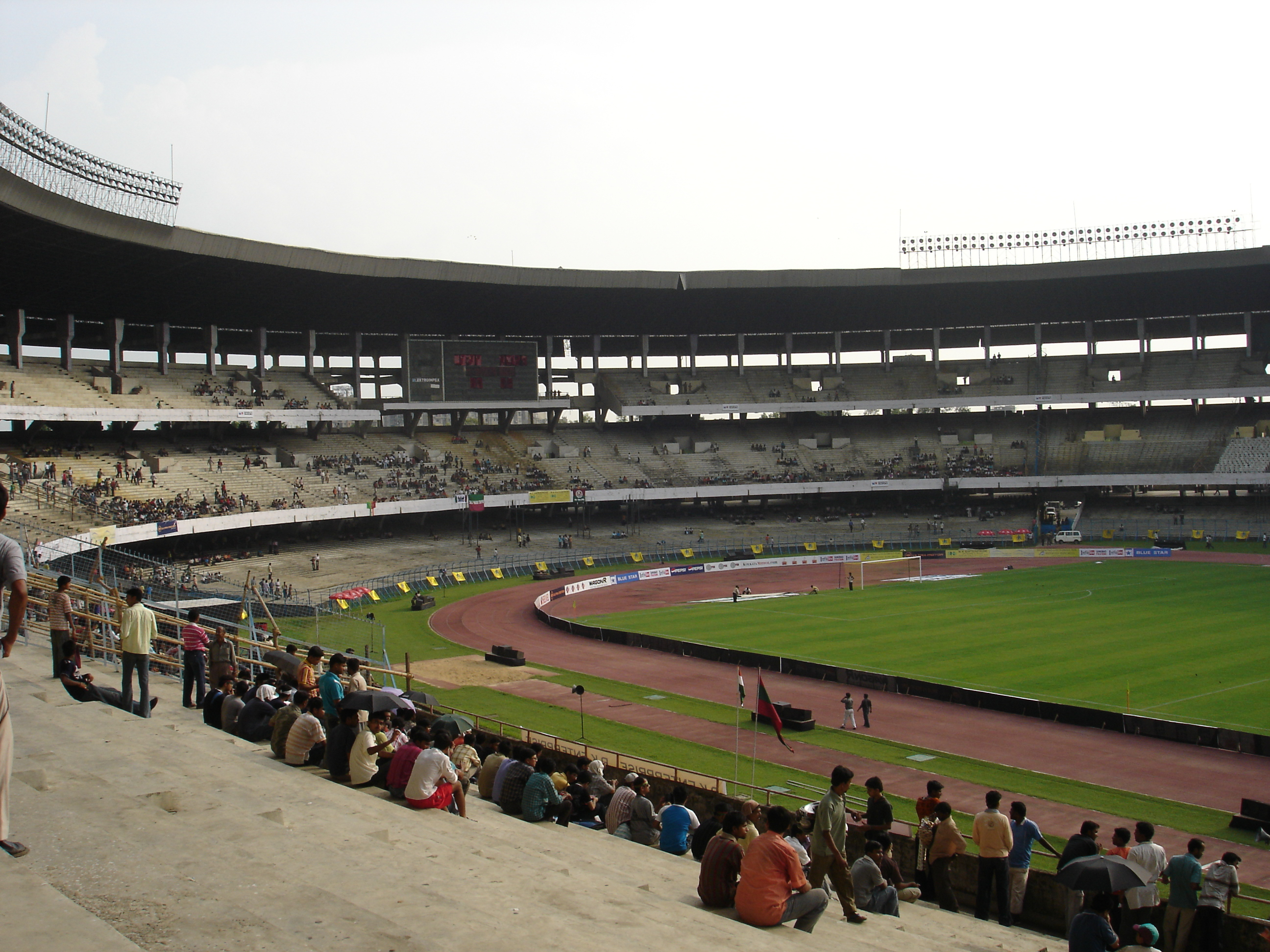
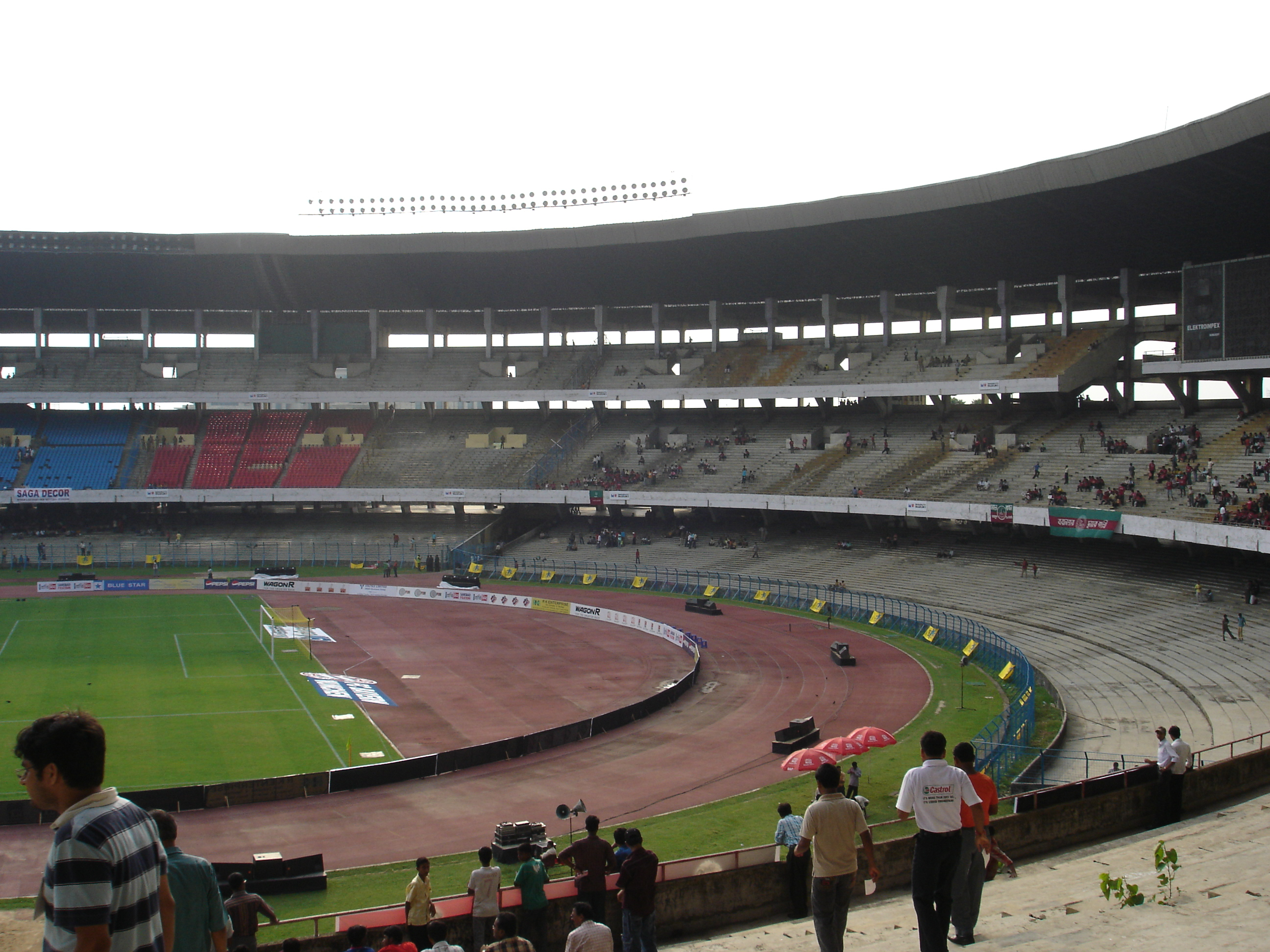
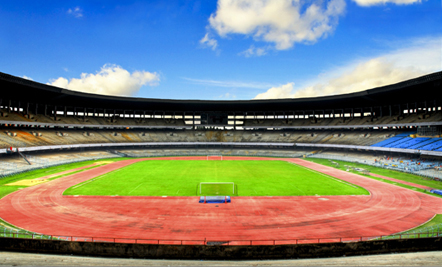